# Batrachyla
A Batrachyla a kétéltűek (Amphibia) osztályába, a békák (Anura) rendjébe és a Batrachylidae családba tartozó nem.

## Rendszerezés
A nembe tartozó fajok:
- Batrachyla antartandica Barrio, 1967
- Batrachyla fitzroya Basso, 1994
- Batrachyla leptopus Bell, 1843
- Batrachyla nibaldoi Formas, 1997
- Batrachyla taeniata (Girard, 1855)